# Ameyo Adadevoh
Ameyo Adadevoh, née Ameyo Stella Shade Adadevoh, le 27 octobre 1956, morte le 19 août 2014, est une médecin nigériane qui par son diagnostic et ses décisions, a freiné le démarrage d'une épidémie de maladie à virus Ebola dans son pays.

## Biographie
Son arrière-grand-père, Herbert Macaulay, est l'un des plus célèbres fondateurs du Nigeria moderne. Son grand-père est issu d'une famille bien connue, les Adadevoh, de la région de la Volta, au Ghana, région avec laquelle elle a gardé des liens, même si elle a vécu à Lagos. Son père est un médecin et un ancien vice-chancelier de l'université de Lagos. Elle est aussi la grande nièce du premier président du Nigeria, Nnamdi Azikiwe.
Elle a le mérite d'avoir placé en quarantaine le premier patient diagnostiqué du virus Ebola au Nigeria, Patrick Sawyer, et d'avoir maintenu le confinement malgré les pressions,. Ce patient a 40 ans, et est un diplomate de nationalité américano-libériane. Parti de Monrovia, il s'effondre à l'aéroport de Lagos, où il est en transit, le 21 juillet 2014, durant un voyage en avion pour représenter le Liberia auprès de la Communauté économique des États de l'Afrique de l'Ouest (Cedeao), à Calabar. Conduit à l’hôpital privé où officie Ameyo Adadevoh, il a de la fièvre, il souffre de diarrhée, il vomit et est extrêmement faible. Il semble atteint de paludisme. Venant du Liberia, des questions lui sont posées : « Avez-vous été en contact avec un malade d'Ebola ? Avez-vous assisté à un enterrement ?  etc. » Il y répond négativement, ce qui est faux, sa sœur étant morte du virus Ebola quelques jours auparavant. Il est mis sous antipaludéens et antibiotiques, ce qui n'a aucun effet. Ameyo Adadevoh comprend que ce ne peut pas être un cas de paludisme, et fait expertiser un échantillon de sang. Le virus Ebola est diagnostiqué, le malade est confiné, le traitement adapté et les autres patients sont évacués. Le patient, particulièrement énervé et peu respectueux du personnel médical et des consignes qui lui sont données, exige de pouvoir sortir de l'hôpital, sans succès. L'ambassade du Liberia exige à son tour, à la demande du gouvernement du Liberia, que Patrick Sawyer puisse sortir, arguant de son statut de diplomate : « Qu'est-ce que ça pouvait me faire, qu'il soit diplomate ? J'ai accouché des femmes de président ! », répond Ameyo Adadevoh qui tient bon. Patrick Sawyer meurt le 25 juillet.
Début août, elle est elle-même testée positive au virus Ebola et conduite à Yaba, où elle est soignée par le docteur David Brett-Major, envoyé par l'Organisation mondiale de la Santé, puis par Médecins sans frontières. Elle décède dans l'après-midi du 19 août 2014. Une de ses collaboratrices meurt également du virus Ebola,. Son rôle décisif a été reconnu, ces décisions, lors de l'examen et du diagnostic de ce patient, Patrick Sawyer, ayant joué un rôle clé dans la lutte contre la propagation du virus Ebola au Nigeria.

## Filmographie
Un film nigérian, 93 jours, sorti en 2016, est consacré aux sacrifices consentis par les hommes et les femmes qui ont risqué leur vie pour contenir le virus Ebola au Nigeria, quand il a été importé par Patrick Sawyer. Ce film est dédié à Ameyo Adadevoh, qui a joué un rôle-clé dans le confinement de ce patient. Le film a été réalisé par Steve Gukas et a été tourné dans plusieurs régions du Nigeria,. Le rôle d'Ameyo Adadevvoh est joué par l'actrice Bimbo Akintola.

## Hommages
Le 27 octobre 2018, un Google Doodle célèbre son 62e anniversaire.
Le 29 juin 2019, La 55e session de la Conférence des chefs d’État de la CEDEAO a également décerné au Dr Ameyo Adadevoh du Nigéria, à titre posthume, le Prix du citoyen méritant pour son sacrifice et son don de soi au profit de la Communauté lors de l’épidémie à Virus Ebola.